# M59 (transporter opancerzony)
M59 – amerykański pływający transporter opancerzony opracowany w latach 50. XX wieku. Pojazd zastąpił w wojsku amerykańskim pojazdy M75.
Transporter M59 może przewozić do 10 żołnierzy piechoty. Uzbrojenie pojazdu stanowi karabin maszynowy M2 kalibru 12,7 mm.